# Axxess & Ace
Axxess & Ace är Songs: Ohias fjärde studioalbum, utgivet 1999.

## Låtlista
Alla låtar är skrivna av Jason Molina.
1. "Hot Black Silk"
2. "Love & Work"
3. "Love Leaves Its Abusers"
4. "Redhead"
5. "Captain Badass"
6. "Come Back to Your Man"
7. "Champion"
8. "How to Be Perfect Men"
9. "Goodnight Lover"